# Gilberto Angelucci
Gilberto Angelucci   (Turén, 7 d'agost de 1967) és un exfutbolista veneçolà de la dècada de 1990.
Fou 47 cops internacional amb la selecció de Veneçuela.
Pel que fa a clubs, fou jugador, entre d'altres, de San Lorenzo de Almagro i Maracaibo.